# LG G4c

Az LG G4c az LG érintőképernyős, Android operációs rendszerrel működő középkategóriás okostelefonja. A készülék a G4, G4 Stylus, G4s telefonokkal együtt az LG G4-család tagja. 

## Főbb paraméterek
- Processzor: Qualcomm/MSM8916/1.2 GHz Quad core
- Kijelző: 5,0 collos (1280 x 720)
- Kamera: 8 megapixeles elsődleges kamera, 5 megapixeles másodlagos kamera
- Akku: 2,540mAh
- Méret: 139,7 x 69,8 x 10,2 mm
- Súly: 136g
- Hálózat: 2G: 850/900/1800/1900 MHz, 3G: 850/900/2100 MHz, 4G: B3(1800) / B7(2600) / B8(900) / B20(800) MHz